# Lautignac
Lautignac est une commune française située dans le centre du département de la Haute-Garonne en région Occitanie.
Sur le plan historique et culturel, la commune est dans le pays de Comminges, correspondant à l’ancien comté de Comminges, circonscription de la province de Gascogne située sur les départements actuels du Gers, de la Haute-Garonne, des Hautes-Pyrénées et de l'Ariège. Exposée à un climat océanique altéré, elle est drainée par le Touch, la Bure, le ruisseau de la Saverette, le ruisseau de Monsenac, le ruisseau de Montastruc et par divers autres petits cours d'eau.
Lautignac est une commune rurale qui compte 247 habitants en 2022, après avoir connu un pic de population de 597 habitants en 1831. Elle fait partie de l'aire d'attraction de Toulouse. Ses habitants sont appelés les Altinacois ou  Altinacoises.

## Géographie

### Localisation
Commune de l'aire d'attraction de Toulouse située dans le Savès à 27 km au sud-ouest de Muret sur les cours d'eau le Ruisseau de Monsenac affluent du Ruisseau de la Saverette lui-même affluent du Touch.

### Communes limitrophes
Lautignac est limitrophe de huit autres communes.
Les communes limitrophes sont  Labastide-Clermont, Le Pin-Murelet, Montastruc-Savès, Plagnole, Pouy-de-Touges, Rieumes, Sajas et Savères.
| Le Pin-Murelet   | Plagnole       | Rieumes            |
| Sajas            | Lautignac      | Savères            |
| Montastruc-Savès | Pouy-de-Touges | Labastide-Clermont |

### Géologie

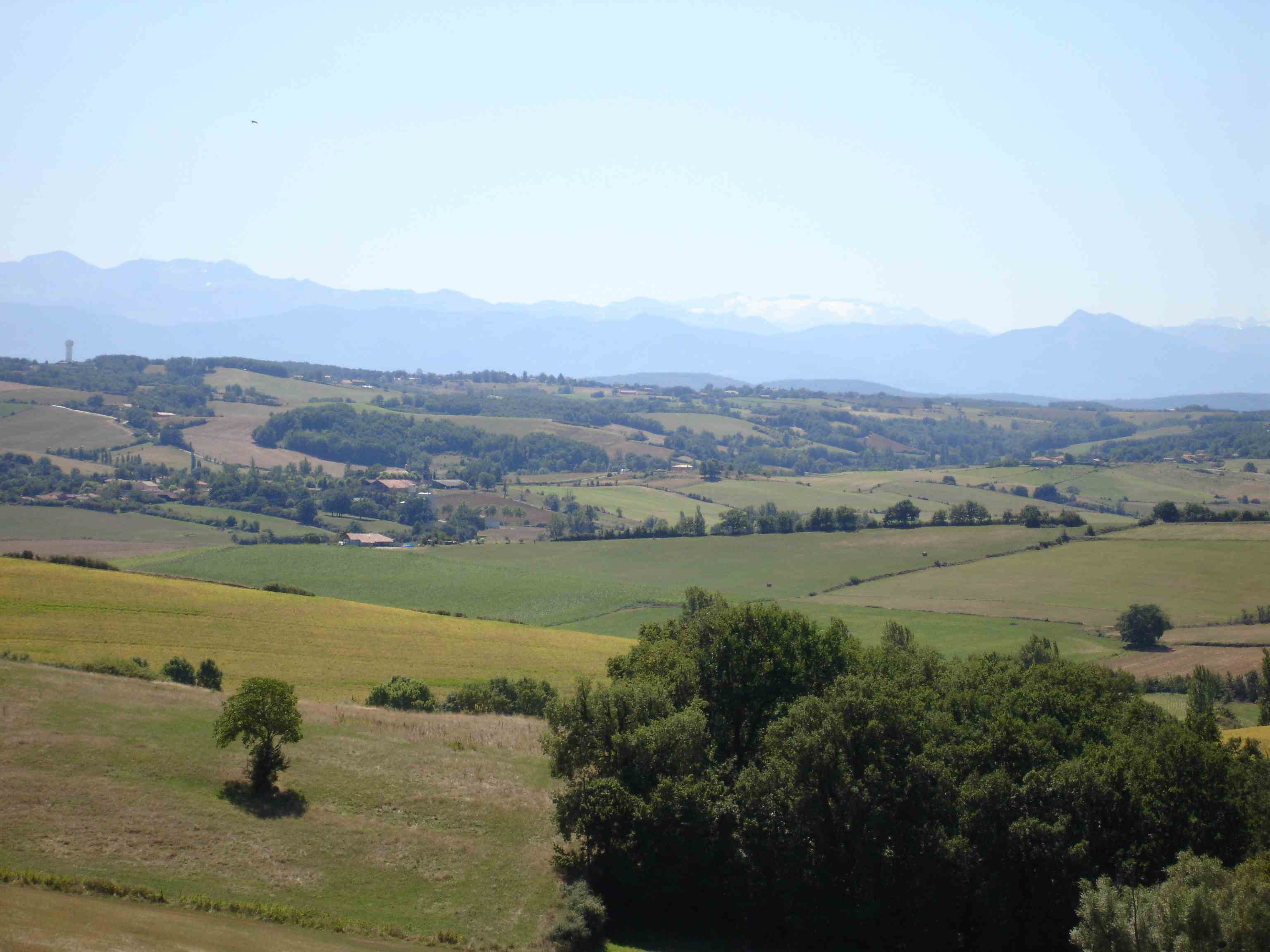
Vue sur les Pyrénées.

Le paysage est formé de combes et de lignes de crêtes, c'est le début des coteaux du Gers.
Les coteaux (terrefort) sont des terres argileuses, le plus souvent de type argilo-calcaire, qui forment la majorité des sols des collines de molasses et marnes tertiaires de la région. Elles sont profondes, dures à travailler dès qu'elles sont trop sèches ou trop humides. Les réserves en eau y sont élevées. De fertilité moyenne à bonne, ce sont des terres à bon potentiel agronomique prédisposées aux cultures céréalières (blé, orge) et oléagineuses (tournesol, colza, sorgho...).
La partie est formée de boulbènes qui sont constituées de limons lessivés plus ou moins caillouteux "posés" sur une couche plus riche en argile. Ce sont des sols de couleur gris clair, à la fertilité naturelle faible, et qui sont sensibles à la battance, à la stagnation d'eau et au tassement. Les réserves hydriques y sont faibles. Le drainage comme l'irrigation sont souvent nécessaires pour assurer à ces sols ingrats un bon potentiel agronomique. Ces terrains sont plantés de maïs irrigué par le réseau pompant l'eau dans le lac de Savères.

### Hydrographie

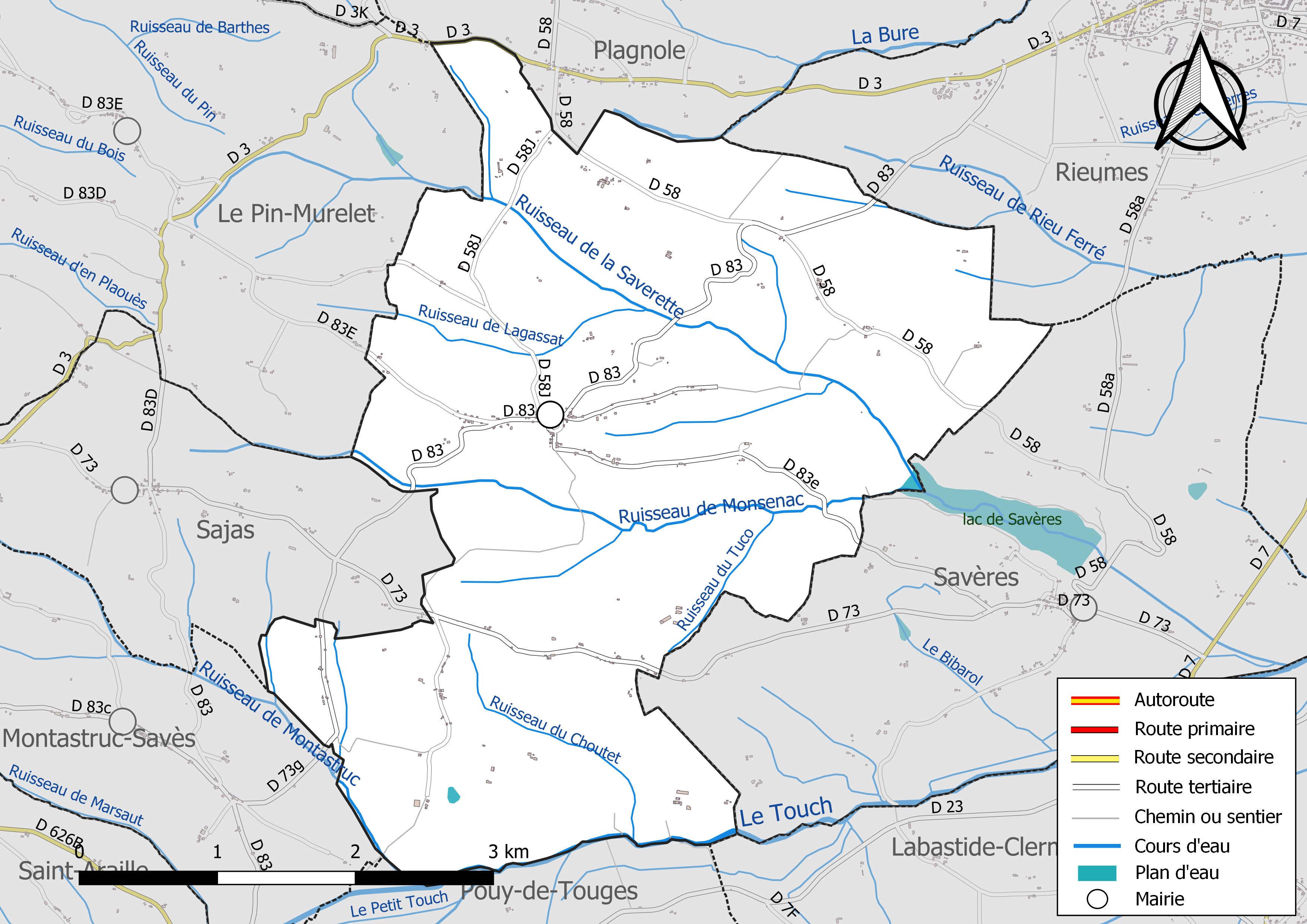
Réseaux hydrographique et routier de Lautignac.

La commune est dans le bassin de la Garonne, au sein du bassin hydrographique Adour-Garonne. Elle est drainée par le Touch, la Bure, le ruisseau de la Saverette, le ruisseau de Monsenac, le ruisseau de Montastruc, le ruisseau de Chiguerre, le ruisseau de la Barthe, le ruisseau de Lagassat, le ruisseau du Choutet, le ruisseau du Tuco et par divers petits cours d'eau, constituant un réseau hydrographique de 22 km de longueur totale,.
Le Touch, d'une longueur totale de 74,5 km, prend sa source dans la commune de Lilhac et s'écoule du sud-ouest vers le nord-est. Il traverse la commune et se jette dans la Garonne à Blagnac, après avoir traversé 29 communes.

### Climat
Pour des articles plus généraux, voir Climat de l'Occitanie et Climat de la Haute-Garonne.
En 2010, le climat de la commune est de type climat océanique altéré, selon une étude s'appuyant sur une série de données couvrant la période 1971-2000. En 2020, Météo-France publie une typologie des climats de la France métropolitaine dans laquelle la commune est toujours exposée à un climat océanique altéré et est dans la région climatique  Aquitaine, Gascogne, caractérisée par une pluviométrie abondante au printemps, modérée en automne, un faible ensoleillement au printemps, un été chaud (19,5 °C), des vents faibles, des brouillards fréquents en automne et en hiver et des orages fréquents en été (15 à 20 jours).
Pour la période 1971-2000, la température annuelle moyenne est de 12,9 °C, avec une amplitude thermique annuelle de 15,6 °C. Le cumul annuel moyen de précipitations est de 791 mm, avec 9,4 jours de précipitations en janvier et 5,9 jours en juillet. Pour la période 1991-2020, la température moyenne annuelle observée sur la station météorologique la plus proche, située sur la commune de Lherm à 14 km à vol d'oiseau, est de 13,6 °C et le cumul annuel moyen de précipitations est de 620,4 mm,. Pour l'avenir, les paramètres climatiques de la commune estimés pour 2050 selon différents scénarios d’émission de gaz à effet de serre sont consultables sur un site dédié publié par Météo-France en novembre 2022.

## Urbanisme

### Typologie
Au 1er janvier 2024, Lautignac est catégorisée commune rurale à habitat très dispersé, selon la nouvelle grille communale de densité à sept niveaux définie par l'Insee en 2022.
Elle est située hors unité urbaine. Par ailleurs la commune fait partie de l'aire d'attraction de Toulouse, dont elle est une commune de la couronne,. Cette aire, qui regroupe 527 communes, est catégorisée dans les aires de 700 000 habitants ou plus (hors Paris),.

### Occupation des sols

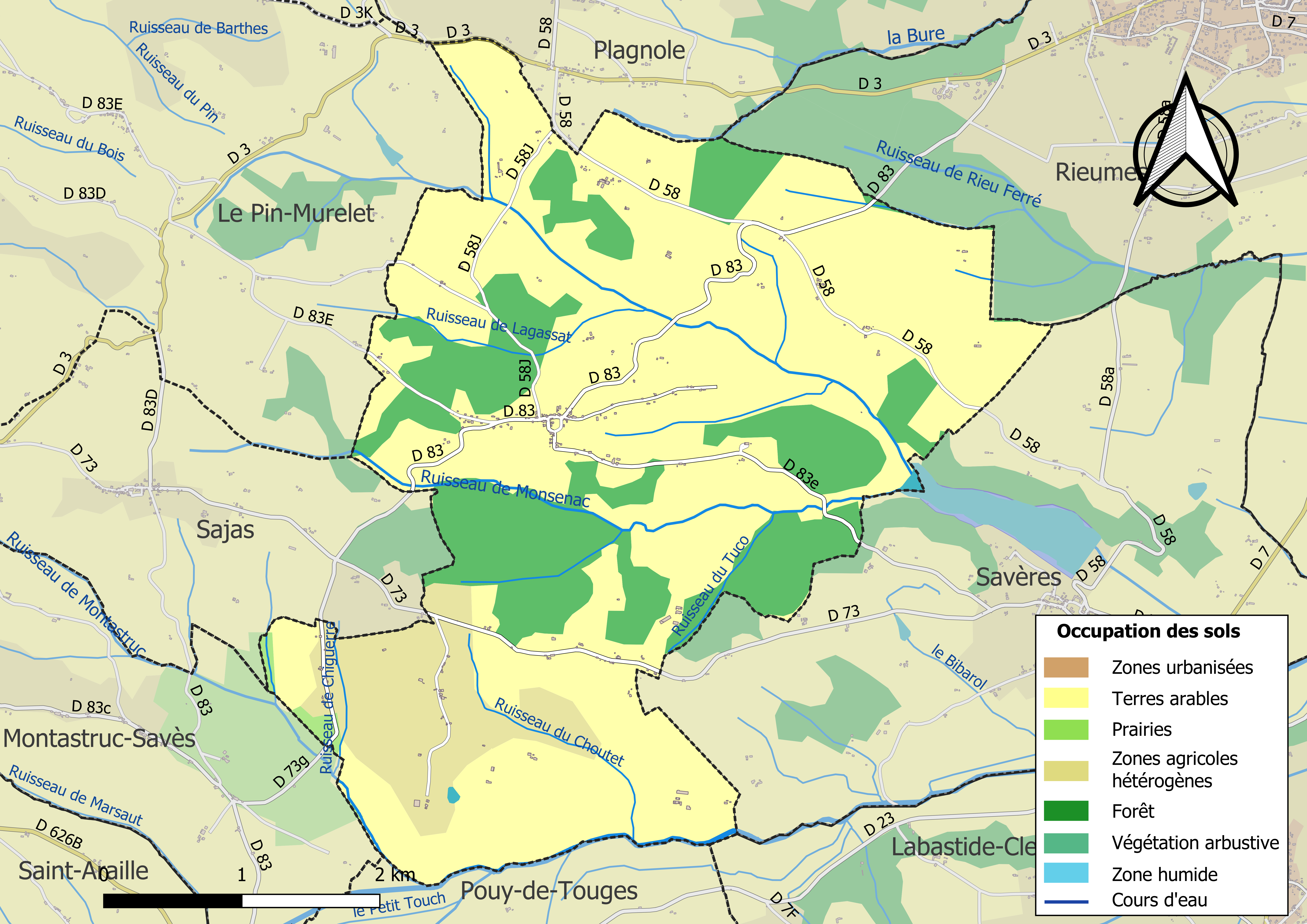
Carte des infrastructures et de l'occupation des sols de la commune en 2018 (CLC).

L'occupation des sols de la commune, telle qu'elle ressort de la base de données européenne d’occupation biophysique des sols Corine Land Cover (CLC), est marquée par l'importance des territoires agricoles (78,2 % en 2018), une proportion identique à celle de 1990 (78,2 %). La répartition détaillée en 2018 est la suivante : 
terres arables (68,4 %), forêts (21,8 %), zones agricoles hétérogènes (9,5 %), prairies (0,2 %). L'évolution de l’occupation des sols de la commune et de ses infrastructures peut être observée sur les différentes représentations cartographiques du territoire : la carte de Cassini (XVIIIe siècle), la carte d'état-major (1820-1866) et les cartes ou photos aériennes de l'IGN pour la période actuelle (1950 à aujourd'hui).

### Risques majeurs
Le territoire de la commune de Lautignac est vulnérable à différents aléas naturels : météorologiques (tempête, orage, neige, grand froid, canicule ou sécheresse), inondations, feux de forêts et séisme (sismicité faible). Un site publié par le BRGM permet d'évaluer simplement et rapidement les risques d'un bien localisé soit par son adresse soit par le numéro de sa parcelle.
Certaines parties du territoire communal sont susceptibles d’être affectées par le risque d’inondation par débordement de cours d'eau, notamment la Bure. La commune a été reconnue en état de catastrophe naturelle au titre des dommages causés par les inondations et coulées de boue survenues en 1982, 1999, 2000 et 2009,.
Un plan départemental de protection des forêts contre les incendies a été approuvé par arrêté préfectoral du 25 septembre 2006. Lautignac est exposée au risque de feu de forêt du fait de la présence sur son territoire du massif de Rieumes. Il est ainsi défendu aux propriétaires de la commune et à leurs ayants droit de porter ou d’allumer du feu dans l'intérieur et à une distance de 200 mètres des bois, forêts, plantations, reboisements ainsi que des landes. L’écobuage est également interdit, ainsi que les feux de type méchouis et barbecues, à l’exception de ceux prévus dans des installations fixes (non situées sous couvert d'arbres) constituant une dépendance d'habitation,

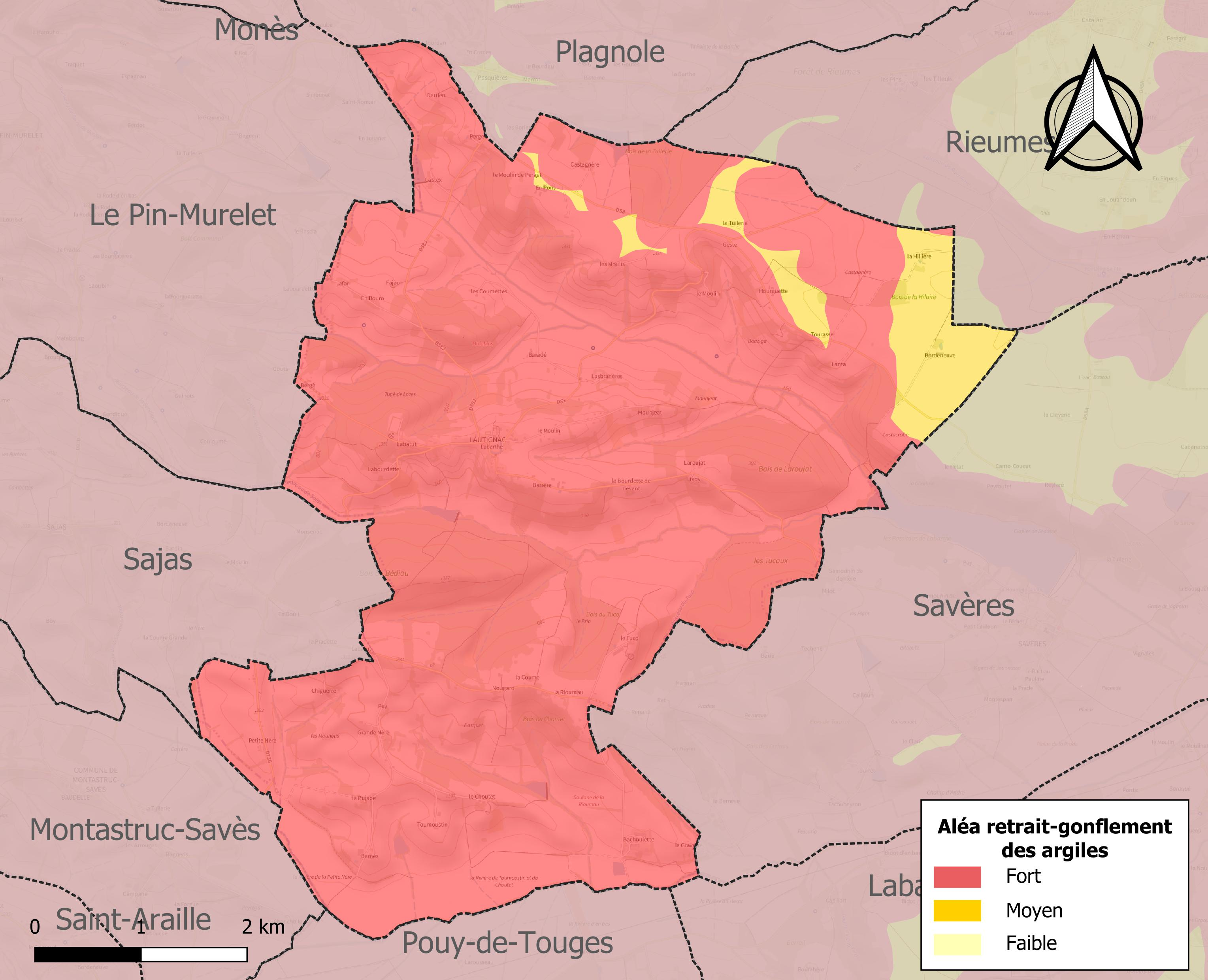
Carte des zones d'aléa retrait-gonflement des sols argileux de Lautignac.

Le retrait-gonflement des sols argileux est susceptible d'engendrer des dommages importants aux bâtiments en cas d’alternance de périodes de sécheresse et de pluie. La totalité de la commune est en aléa moyen ou fort (88,8 % au niveau départemental et 48,5 % au niveau national). Sur les 125 bâtiments dénombrés sur la commune en 2019, 125 sont en aléa moyen ou fort, soit 100 %, à comparer aux 98 % au niveau départemental et 54 % au niveau national. Une cartographie de l'exposition du territoire national au retrait gonflement des sols argileux est disponible sur le site du BRGM,.
Par ailleurs, afin de mieux appréhender le risque d’affaissement de terrain, l'inventaire national des cavités souterraines permet de localiser celles situées sur la commune.
Concernant les mouvements de terrains, la commune a été reconnue en état de catastrophe naturelle au titre des dommages causés par la sécheresse en 1989, 1999, 2003 et 2012 et par des mouvements de terrain en 1999.

## Toponymie
Lautignac proviendrait de l'anthroponyme gallo-romain Altignanus, qui possédait le domaine Altinaco vers 1100. Le nom évoluera en Lautinhaco vers 1300.

## Histoire
Le « fundus » (= villa) de Altignanus se trouvait à Savères (une tradition orale décrit un souterrain reliant ces deux communes : ne s’agirait-il pas tout simplement du lien vers la maison du maître gallo-romain ?).
Un tumulus (situé dans la vallée de la Saverette (affluent du Touch)  recelant des pièces de monnaie est mis au jour en 1823, attestant une présence humaine à l'époque gauloise. Des prospections archéologiques n'ont pu localiser le site. mais une monnaie gauloise a été trouvée au lieu-dit le Tucau (distant de 3 km). Au XIIe siècle. Scenebrun du Pin cède deux territoires et une église aux Hospitaliers de Saint-Jean-de-Jérusalem, dont Toumoustin (quartier de la grande Nère) qui est repris en 1234 par les cisterciens de Bonnefont, et La Tourasse, sur le site d'une motte castrale antérieure.
L'église n'est pas celle de la paroisse de Lautignac, qui se trouve près de la seigneurie temporelle : la motte castrale des Falgar.
Lautignac appartenait au diocèse de Lombez et à l'élection de Comminges.
La commune possède un espace forestier important. En 1701, elle rachète les droits seigneuriaux au roi de France ; La Petite et la Grande Nère, quartiers appartenant autrefois à Sajas, agrandissent l'espace communal - 41 feux en 1881. Ces deux quartiers ont continué à appartenir à la paroisse de Sajas jusqu'à la Révolution. La population de la commune comptait 510 habitants en 1881.
Motte castrale

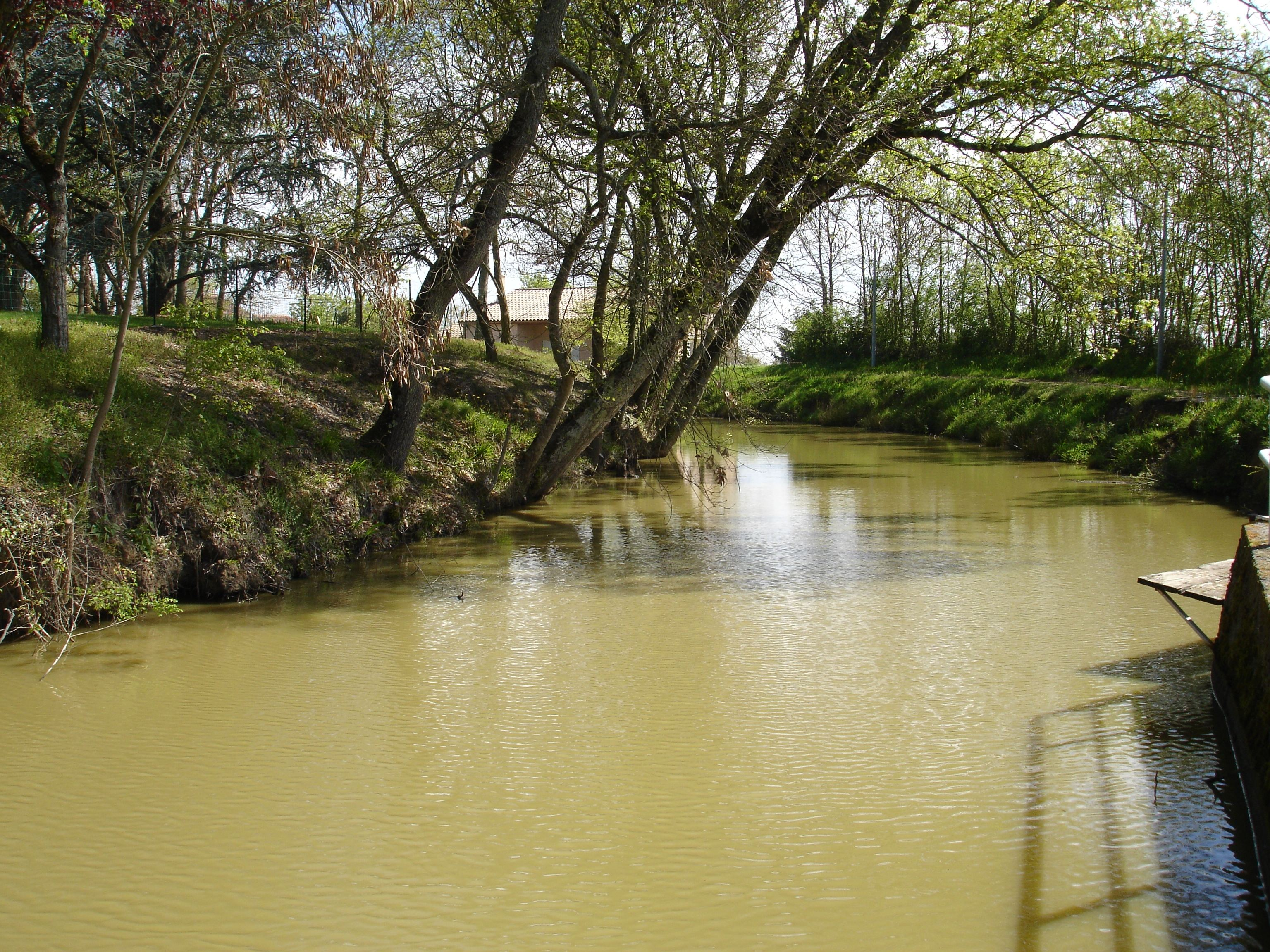
Douves toujours visibles (¾ de cercle), du XIIe siècle.

Il est impossible de dater l'implantation de ce castrum sur ce site. Seule l'archéologie pourrait nous renseigner. Fut-il créé a novo ou doubla-t-il un habitat antérieur ?
Les Hospitaliers occupent La Tourasse (route de la Castagnère) vers 1100 ; ils n'ont jamais eu la seigneurie spirituelle de Lautignac. Une paroisse existait donc ici, sur et aux alentours de la motte. Odon du Falgar est seigneur de Lautignac en 1274 puis, pendant quelques années, Bernard VIII de Comminges, de 1300 à 1304. Il est comte de Comminges en 1312.
La Tourasse
XIIe siècle (route de Plagnole à Savères)
Ce site rappelle que les chevaliers de Saint-Jean-de-Jérusalem avaient ici des possessions. La fondation hospitalière part d'une donation de terres en 1100. La position géographique donc stratégique du site est remarquable. En 1569, le grand prieur ordonne la destruction de la tour dite « Tourasse » et la construction d'une métairie employant des matériaux récupérés. En 1680, les frères visiteurs de l'ordre évoquent une métairie en ruine sur le site.
La commune aurait porté le nom de Laulignac, si les cartographes de Cassini ne s'étaient pas trompés.
 La Résistance
En 1942, le juge d'instruction de Muret, André Reboul, constitue avec quelques patriotes le groupe qui en 1944 deviendra le maquis de Rieumes.
En 1943, le groupe se renforce et est rejoint entre autres par Jules Delattre, capitaine retraité de l'Armée de l'air, qui deviendra le commandant du maquis de Rieumes et par les Rieumois : le docteur Robert Roger (Médecin Capitaine de réserve), le docteur Charles Chwartz (médecinl lieutenant de réserve), Jean Lécussan (adjudant-chef retraité de l'Armée de terre). L'année 1943 est consacrée au recrutement, à la formation, à l'organisation des équipes dans les villages des cantons d'Auterive, de Carbonne, de Muret et de Rieumes.
En 1944, les évènements s'accélèrent à la suite de parachutages annoncés par radio Londres, un dépôt d'armes est constitué à Rieumes. Le 1er juin « Messieurs, faites vos jeux », ce message annonce la mise en alerte. Le 5 juin, deux autres messages « Le père la Cerise est verni » et « Véronèse était un peintre » annoncent le débarquement en Normandie. Dans la nuit, les groupes formés rejoignent la région boisée de Rieumes, ils se répartissent en trois compagnies dont une basée dans la forêt de Lautignac-Savères. À la fin juin, le dispositif est allégé car le juge Reboul rejoint le corps franc Pommiès avec 200 hommes.
Les faits marquants du maquis
7 juin 1944 : Sabotage de la voie ferrée à Capens
8 juin 1944 : Sabotage de lignes téléphoniques dans les cantons de Rieumes et de Carbonne.
10 juin 1944 : Sabotage d'aiguillages et de pylônes HT à Noé.
11 juin 1944 : Sabotage d'aiguillages et de pylônes HT à Muret.
12 juin 1944 : Destruction de conduites de gaz souterraines à Carbonne.
14 juin 1944 : Sabotage de pylônes HT à Le Fauga.
15 juin 1944 : Sabotage d'aiguillages et de pylônes HT à Longages.
16 juin 1944 : Coup de main sur un dépôt de carburant sur l'aérodrome de Francazal.
29 juin 1944 : Sabotage d'aiguillages et de pylônes HT, destruction d'une station de pompage d'eau pour les locomotives à vapeur à Muret.
2 juillet 1944 : Destruction de panneaux de signalisation SNCF, sabotage de la voie ferrée, destruction de lignes téléphoniques à Muret.
14 juillet 1944 : Dépôt d'une gerbe aux monument aux morts et défilé dans les villes de Rieumes et Muret.
15 juillet 1944 : Embuscade allemande (mort du Lieutenant Roger CABE, responsable de la section destructions)

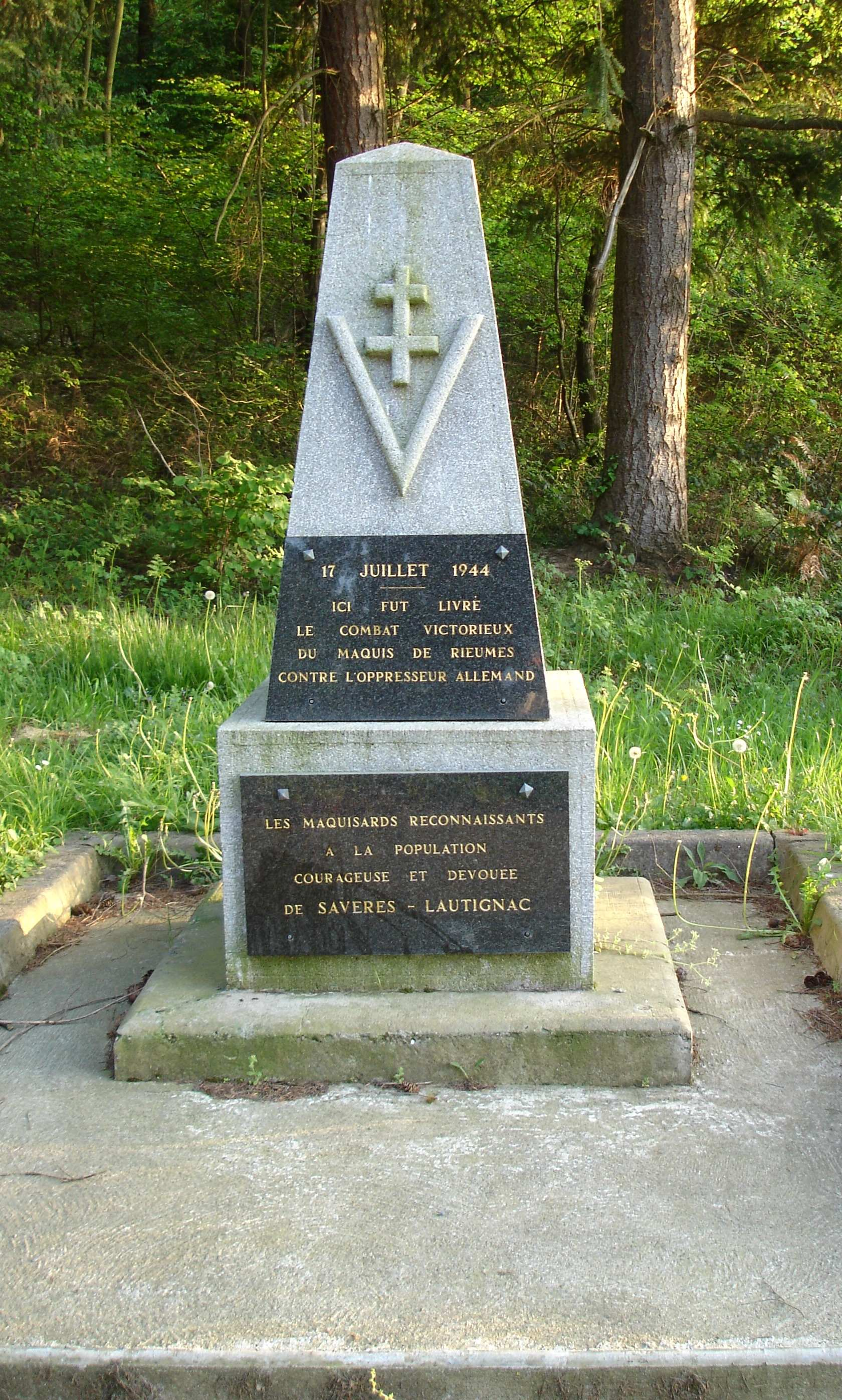
Stèle du maquis de Rieumes.

Le 17 juillet, à 6 h du matin 4 bombardiers JU 88 attaquent et déversent leurs bombes sur une partie de la forêt dans la direction de Sajas mais le maquis occupe l'autre extrémité (voir plan). La partie bombardée de la forêt prendra feu. Vers midi, un drap blanc est posé par Berthe sur le pré de la "Rougeat", c'est le signal de l'arrivée des Allemands par la route. La colonne comprend 2 tractions avant, 6 camions, 1 auto-mitrailleuse, 1 ambulance et 200 hommes environ. Les combats dureront 3 heures et feront une vingtaine de victimes parmi les troupes allemandes. Vers 15 h, menacé d'encerclement le Maquis qui n'avait pas de blessé, se replie vers Montastruc Savès. (Voir plan).
20 juillet 1944 : Installation du maquis dans la forêt de Fabas.

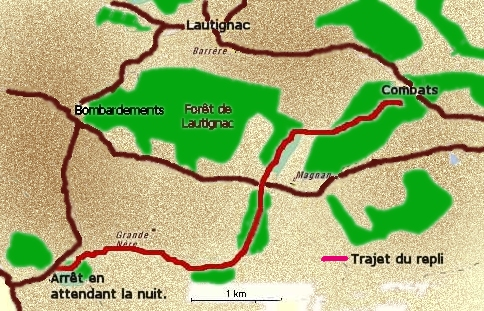
Plan d'évacuation.

Le maquis poursuivra son action jusqu'à la libération de Muret le 20 août 1944.
Une stèle de remerciement aux populations de Savères et Lautignac est érigée en bordure de la forêt.

## Politique et administration

### Administration municipale
Le nombre d'habitants au recensement de 2017 étant compris entre 100 et 499, le nombre de membres du conseil municipal pour l'élection de 2020 est de onze,.

### Rattachements administratifs et électoraux
Commune faisant partie de la huitième circonscription de la Haute-Garonne de la communauté de communes Cœur de Garonne et du canton de Cazères (avant le redécoupage départemental de 2014, Lautignac faisait partie de l'ex-canton de Rieumes) et avant le 1er janvier 2017 elle faisait aussi partie de la communauté de communes du Savès.

### Finances locales
Cette sous-section présente la situation des finances communales de Lautignac.
Pour l'exercice 2013, le compte administratif du budget municipal de Lautignac s'établit à  142 000 € en dépenses et 118 000 € en recettes :
En 2013, la section de fonctionnement se répartit en 92 000 €  de charges (316 € par habitant) pour 115 000 € de produits (393 € par habitant), soit un solde de 23 000 € (78 € par habitant), :
- le principal pôle de dépenses de fonctionnement est celui des achats et charges externes[Note 4] pour  38 000 € (41 %), soit 130 € par habitant, ratio inférieur de 27 % à la valeur moyenne pour les communes de la même strate (179 € par habitant). Sur la période 2009 - 2013, ce ratio fluctue et présente un minimum de 127 € par habitant en 2012 et un maximum de 219 € par habitant en 2009 ;
- la plus grande part des recettes est constituée de la dotation globale de fonctionnement (DGF)[Note 5] pour  44 000 € (38 %), soit 149 € par habitant, ratio inférieur de 18 % à la valeur moyenne pour les communes de la même strate (182 € par habitant). En partant de 2009 et jusqu'à 2013, ce ratio fluctue et présente un minimum de 149 € par habitant en 2013 et un maximum de 156 € par habitant en 2009.

Les taux des taxes ci-dessous sont votés par la municipalité de Lautignac. Ils ont varié de la façon suivante par rapport à 2012 :
- la taxe d'habitation quasiment égale 6,33 % ;
- la taxe foncière sur le bâti quasiment égale 4,18 % ;
- celle sur le non bâti quasiment constante 29,10 %.

La section investissement se répartit en emplois et ressources. Pour 2013, les emplois comprennent par ordre d'importance :
- des dépenses d'équipement[Note 7] pour  43 000 € (86 %), soit 149 € par habitant, ratio inférieur de 55 % à la valeur moyenne pour les communes de la même strate (329 € par habitant). Sur les 5 dernières années, ce ratio fluctue et présente un minimum de 0 € par habitant en 2011 et un maximum de 551 € par habitant en 2009 ;
- des remboursements d'emprunts[Note 8] pour une somme de 7 000 € (14 %), soit 22 € par habitant, ratio inférieur de 63 % à la valeur moyenne pour les communes de la même strate (60 € par habitant).

Les ressources en investissement de Lautignac se répartissent principalement en :
- fonds de Compensation pour la TVA pour un montant de 3 000 € (100 %), soit 9 € par habitant, ratio inférieur de 75 % à la valeur moyenne pour les communes de la même strate (36 € par habitant). Sur les 5 dernières années, ce ratio fluctue et présente un minimum de 0 € par habitant en 2012 et un maximum de 82 € par habitant en 2010 ;
- aucune subvention reçue.

L'endettement de Lautignac au 31 décembre 2013 peut s'évaluer à partir de trois critères : l'encours de la dette, l'annuité de la dette et sa capacité de désendettement :
- l'encours de la dette pour un montant de 35 000 €, soit 120 € par habitant, ratio inférieur de 76 % à la valeur moyenne pour les communes de la même strate (499 € par habitant). Depuis 5 ans, ce ratio diminue de façon continue de 224 € à 120 € par habitant[A2 5] ;
- l'annuité de la dette pour une valeur de 8 000 €, soit 28 € par habitant, ratio inférieur de 64 % à la valeur moyenne pour les communes de la même strate (78 € par habitant). Sur la période 2009 - 2013, ce ratio diminue de façon continue de 31 € à 28 € par habitant[A2 5] ;
- la capacité d'autofinancement (CAF) pour une valeur de 23 000 €, soit 78 € par habitant, ratio inférieur de 50 % à la valeur moyenne pour les communes de la même strate (156 € par habitant). Depuis 5 ans, ce ratio fluctue et présente un minimum de 78 € par habitant en 2013 et un maximum de 132 € par habitant en 2012[A2 6]. La capacité de désendettement est d'environ un an en 2013. Sur une période de 14 années, ce ratio présente un minimum de moins d'un an en 2002 et un maximum très élevé, de plus de 50 années en 2000.

## Démographie
| 1793 | 1800 | 1806 | 1821 | 1831 | 1836 | 1841 | 1846 | 1851 |
| ---- | ---- | ---- | ---- | ---- | ---- | ---- | ---- | ---- |
| 299  | 385  | 432  | 396  | 597  | 579  | 520  | 543  | 551  |

| 1856 | 1861 | 1866 | 1872 | 1876 | 1881 | 1886 | 1891 | 1896 |
| ---- | ---- | ---- | ---- | ---- | ---- | ---- | ---- | ---- |
| 566  | 585  | 596  | 534  | 539  | 510  | 515  | 520  | 479  |

| 1901 | 1906 | 1911 | 1921 | 1926 | 1931 | 1936 | 1946 | 1954 |
| ---- | ---- | ---- | ---- | ---- | ---- | ---- | ---- | ---- |
| 410  | 414  | 363  | 326  | 350  | 343  | 327  | 260  | 248  |

| 1962 | 1968 | 1975 | 1982 | 1990 | 1999 | 2006 | 2011 | 2016 |
| ---- | ---- | ---- | ---- | ---- | ---- | ---- | ---- | ---- |
| 222  | 205  | 171  | 191  | 201  | 218  | 258  | 291  | 266  |

| 2021 | 2022 | - | - | - | - | - | - | - |
| ---- | ---- | - | - | - | - | - | - | - |
| 254  | 247  | - | - | - | - | - | - | - |

| selon la population municipale des années : | 1968 | 1975 | 1982 | 1990 | 1999 | 2006 | 2009 | 2013 |
| Rang de la commune dans le département      | 342  | 314  | 314  | 351  | 340  | 329  | 320  | 327  |
| Nombre de communes du département           | 592  | 582  | 586  | 588  | 588  | 588  | 589  | 589  |

Après une baisse sensible, la population est actuellement en pleine croissance. En 2006, on dénombrait 101 foyers sur la commune dont seulement ¼ d'agriculteurs ou de retraités de l'agriculture.
L'habitat se transforme et de nouvelles maisons sont construites par des habitants qui travaillent sur Toulouse.

## Économie
La commune est fortement boisée, la vente des "coupes communales" a fait sa richesse pendant de longues années. Le travail hivernal dans les bois était un complément pour les petits fermiers et métayers de la commune.
- Actuellement, l'agriculture reste importante avec des exploitations spécialisées dans l'élevage ou la polyculture.
- Un aluminier, deux maçons, un carreleur, un plâtrier sont parmi les artisans.
- Une entreprise de création de logiciel constitue le secteur tertiaire.

## Personnalités liées à la commune
- Georges Turines

## Lieux et monuments
- Église Sainte-Philomène construite vers 1846 dont la flèche du clocher n'a résisté que quelques années à la foudre, le clocher-tour contient trois cloches dont une de 1668[35].
- Le presbytère (1830-1833) construit en brique foraine toulousaine n'est pas symétrique par rapport à la porte d'entrée.
- Ferme avec porche et pans de bois, ce qui est assez exceptionnel pour la région, la partie la plus ancienne date du XVIIIe siècle.
- Le sentier de grande randonnée (GR 86) traverse la commune de Lautignac.
- Lautignac est le point de départ du chemin de randonnée en boucle intitulé "Pansette".

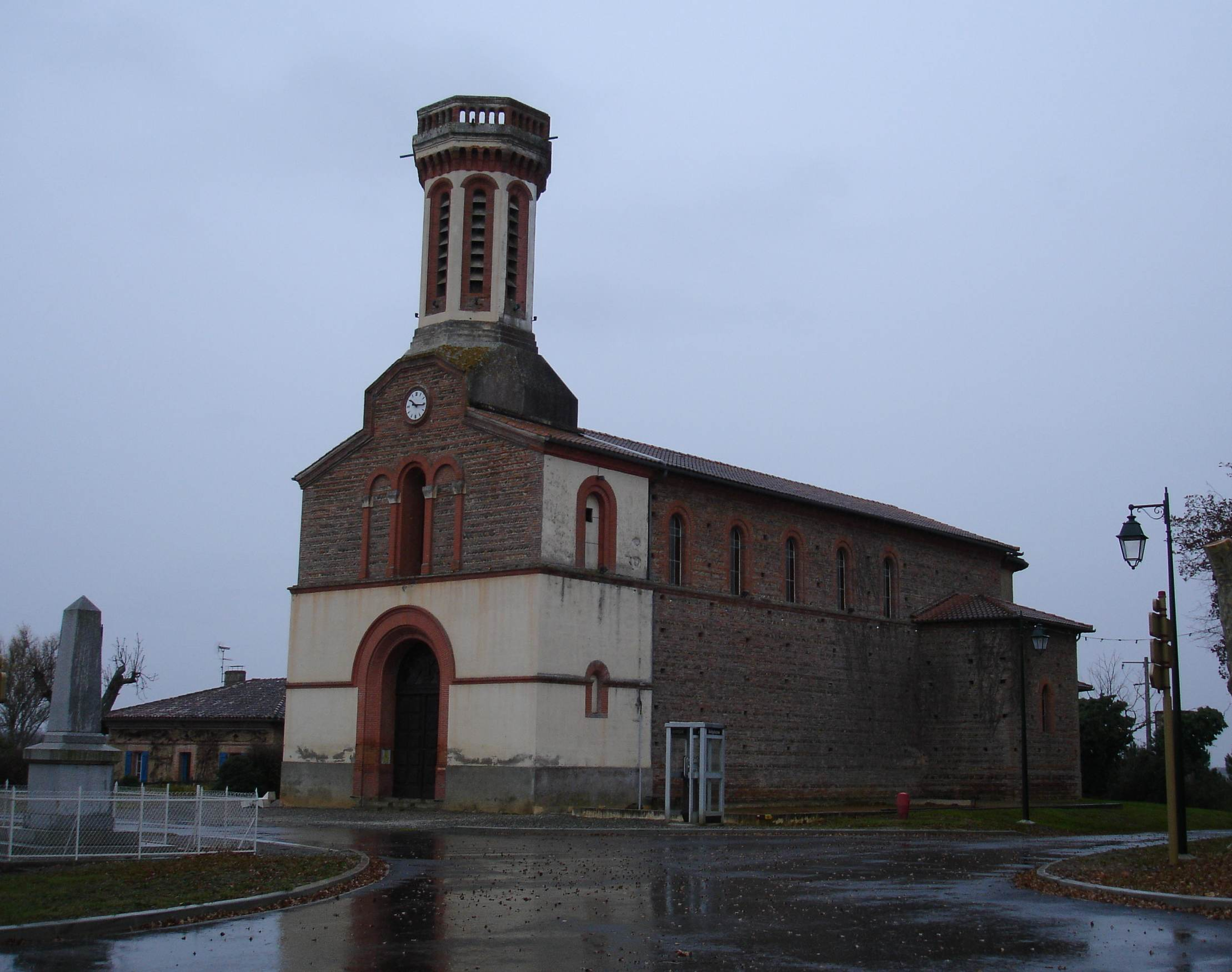
Église.
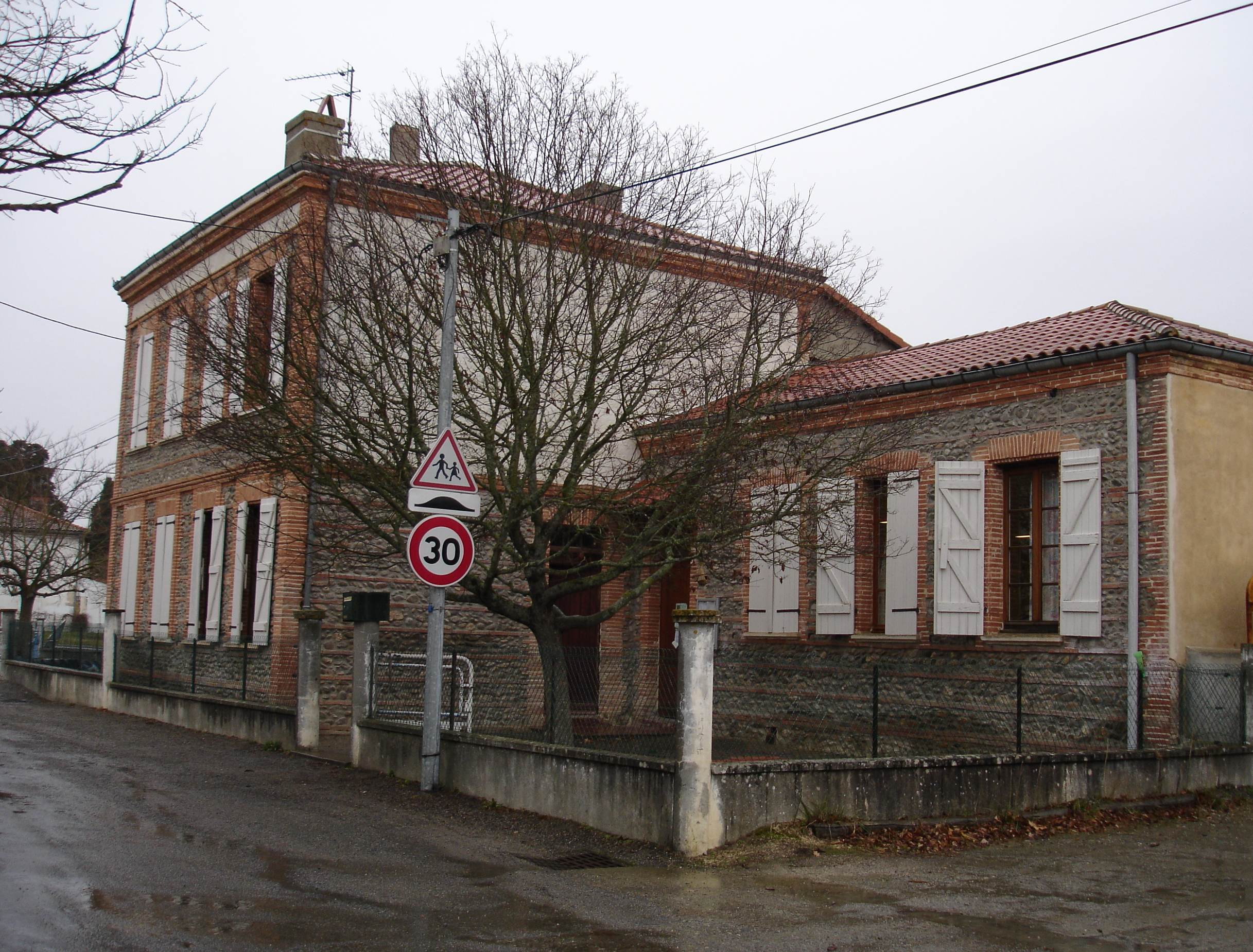
École publique.
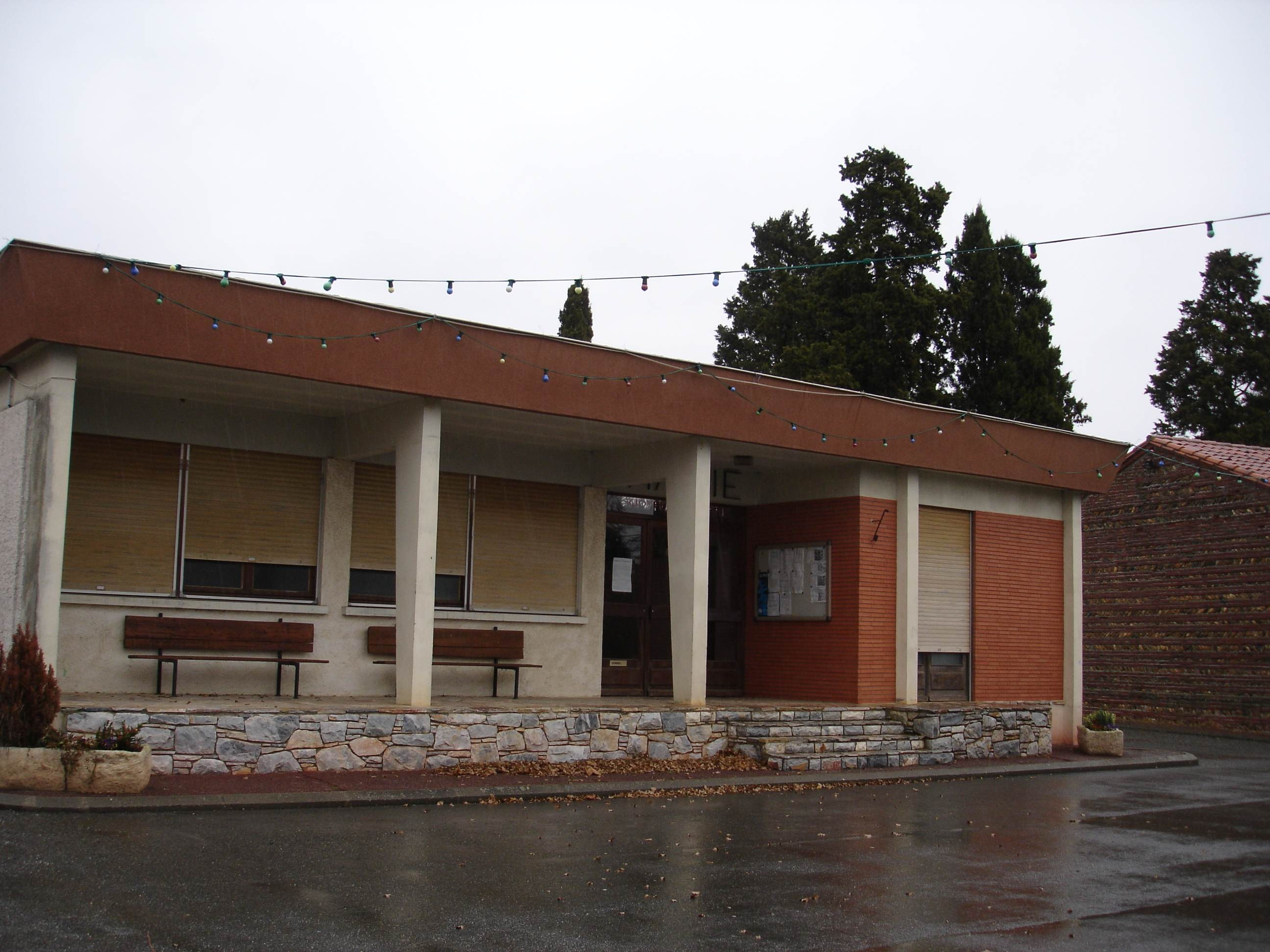
Mairie.
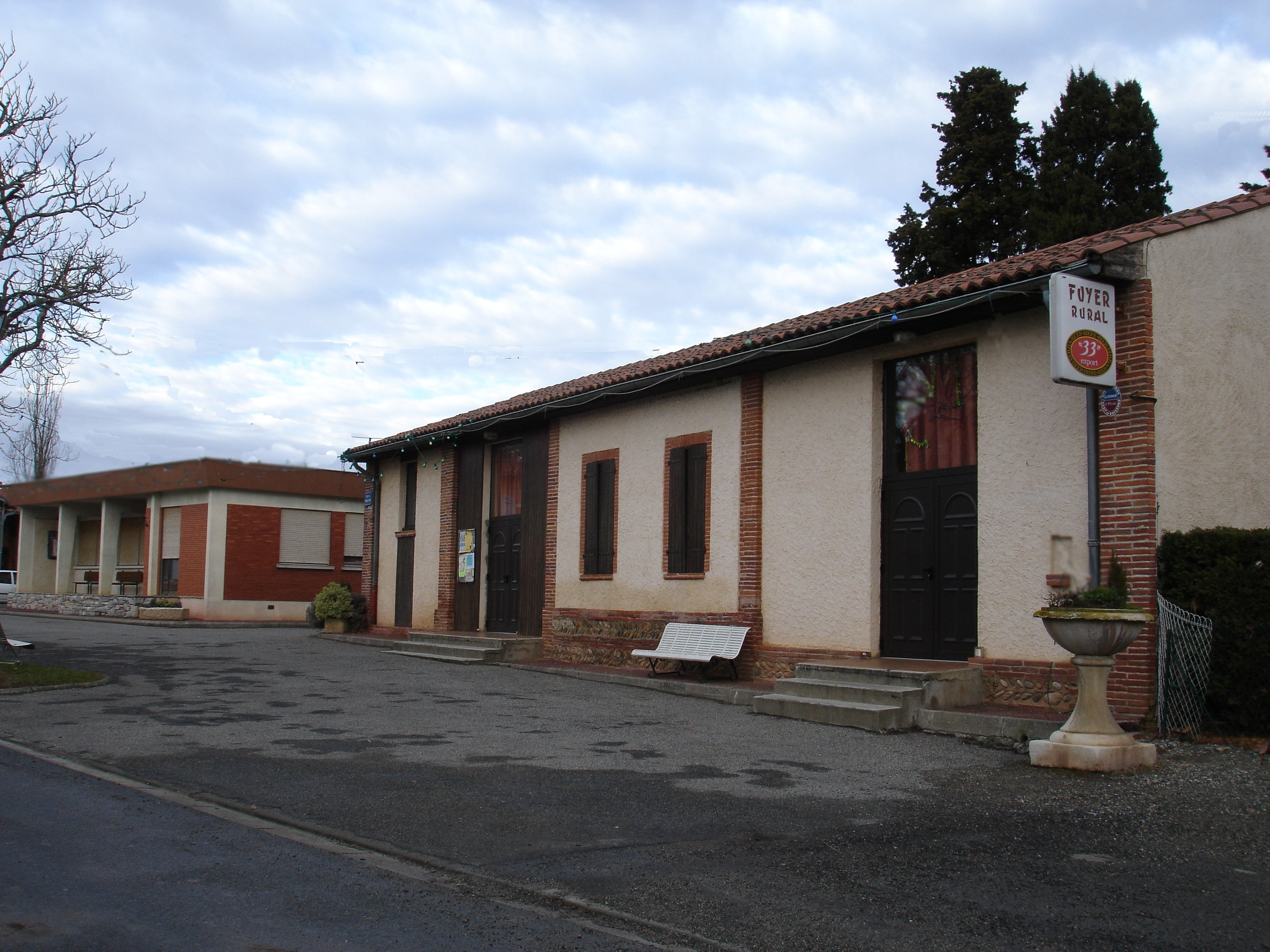
Le foyer rural et la mairie.
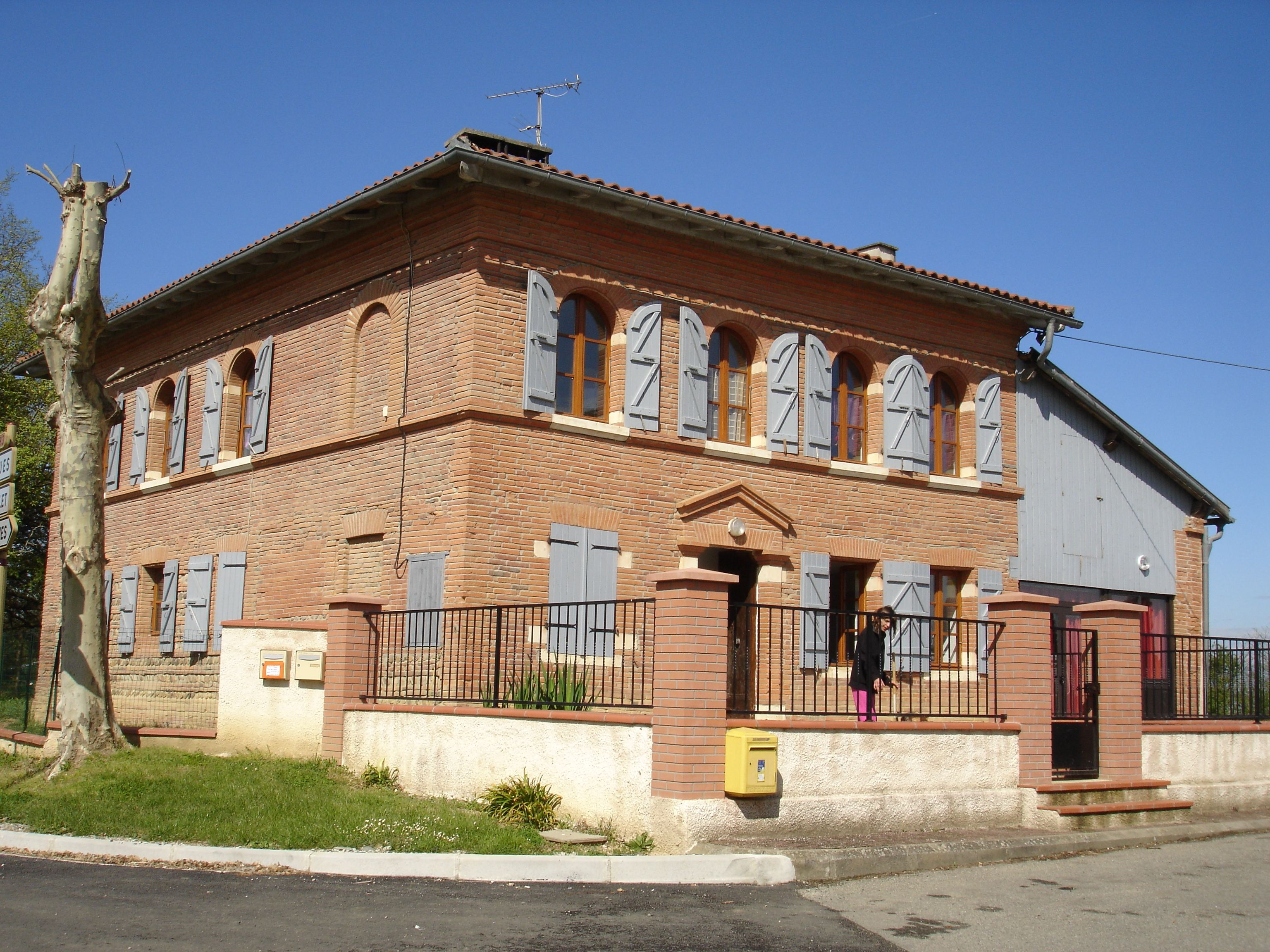
Le presbytère.
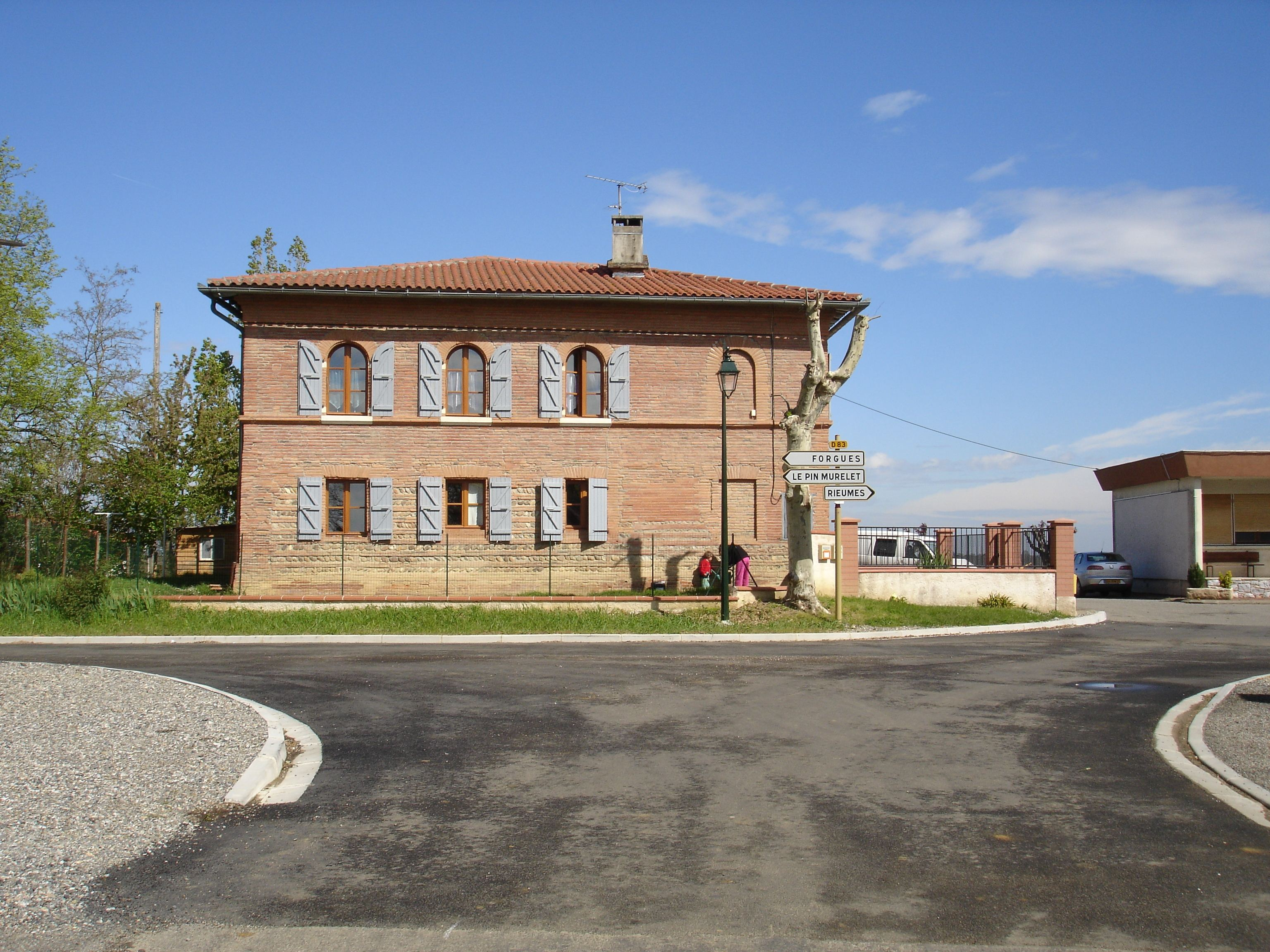
Vue depuis l'église.
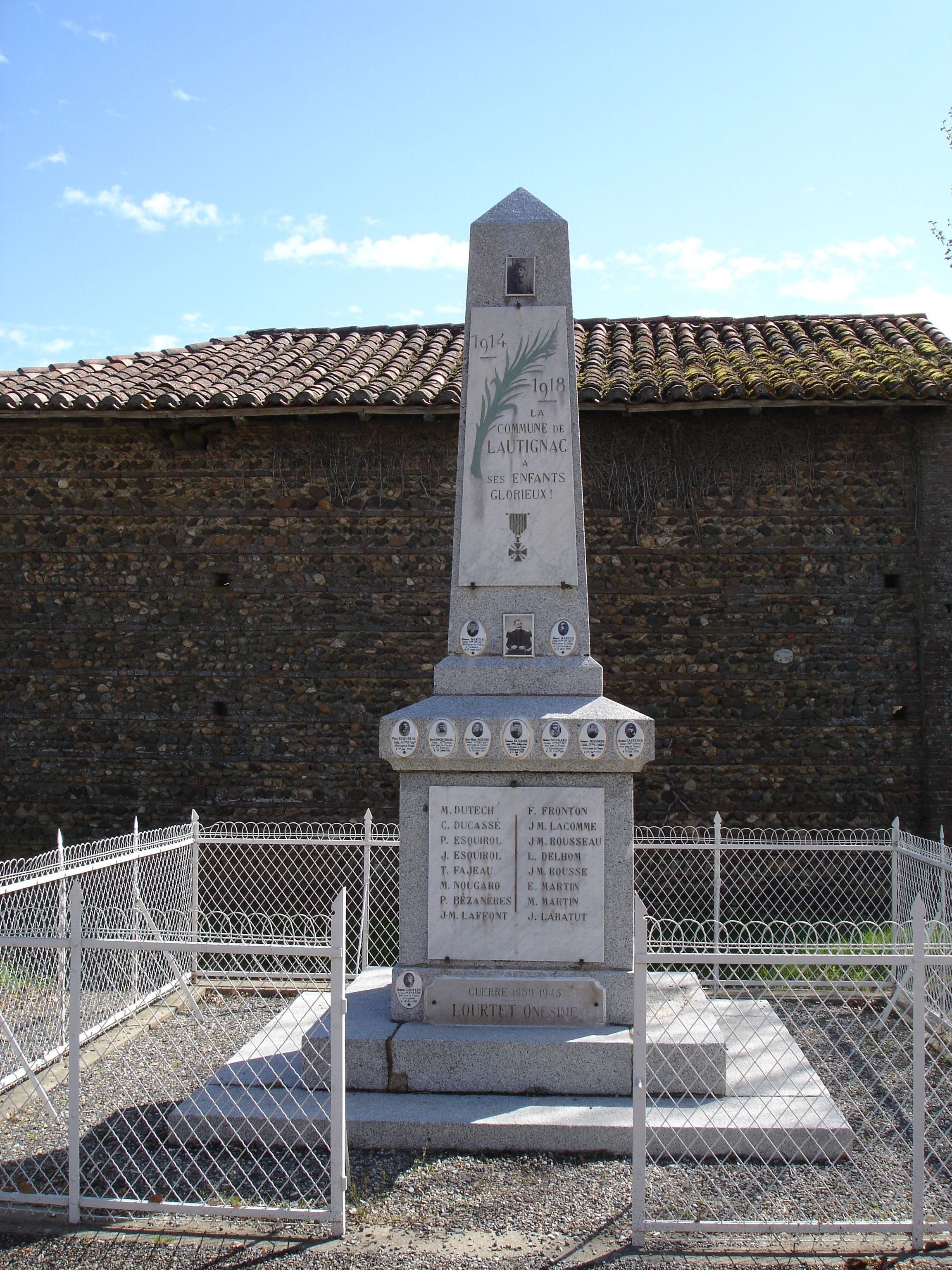
Monument aux morts.
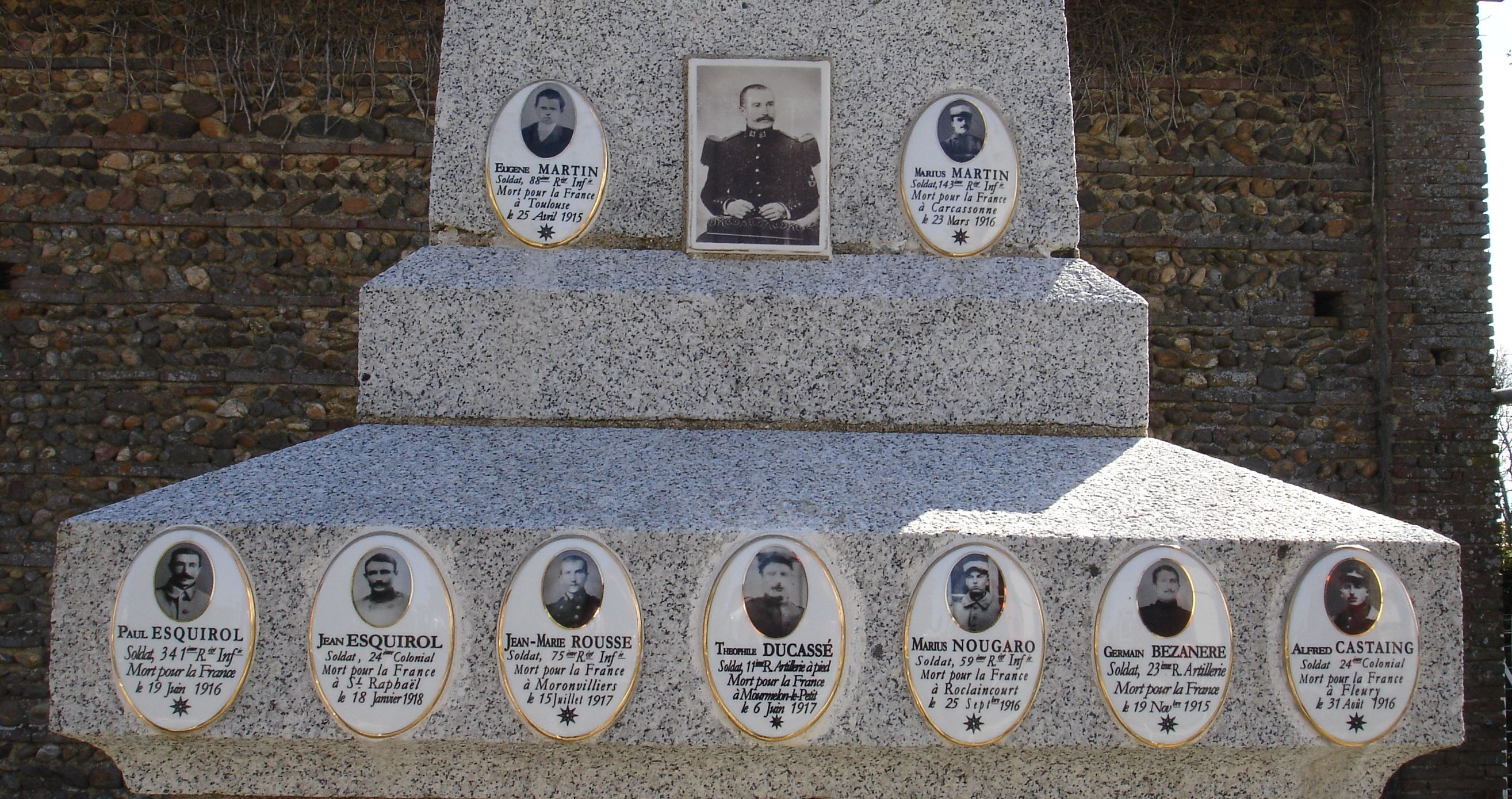
Détails du monument.
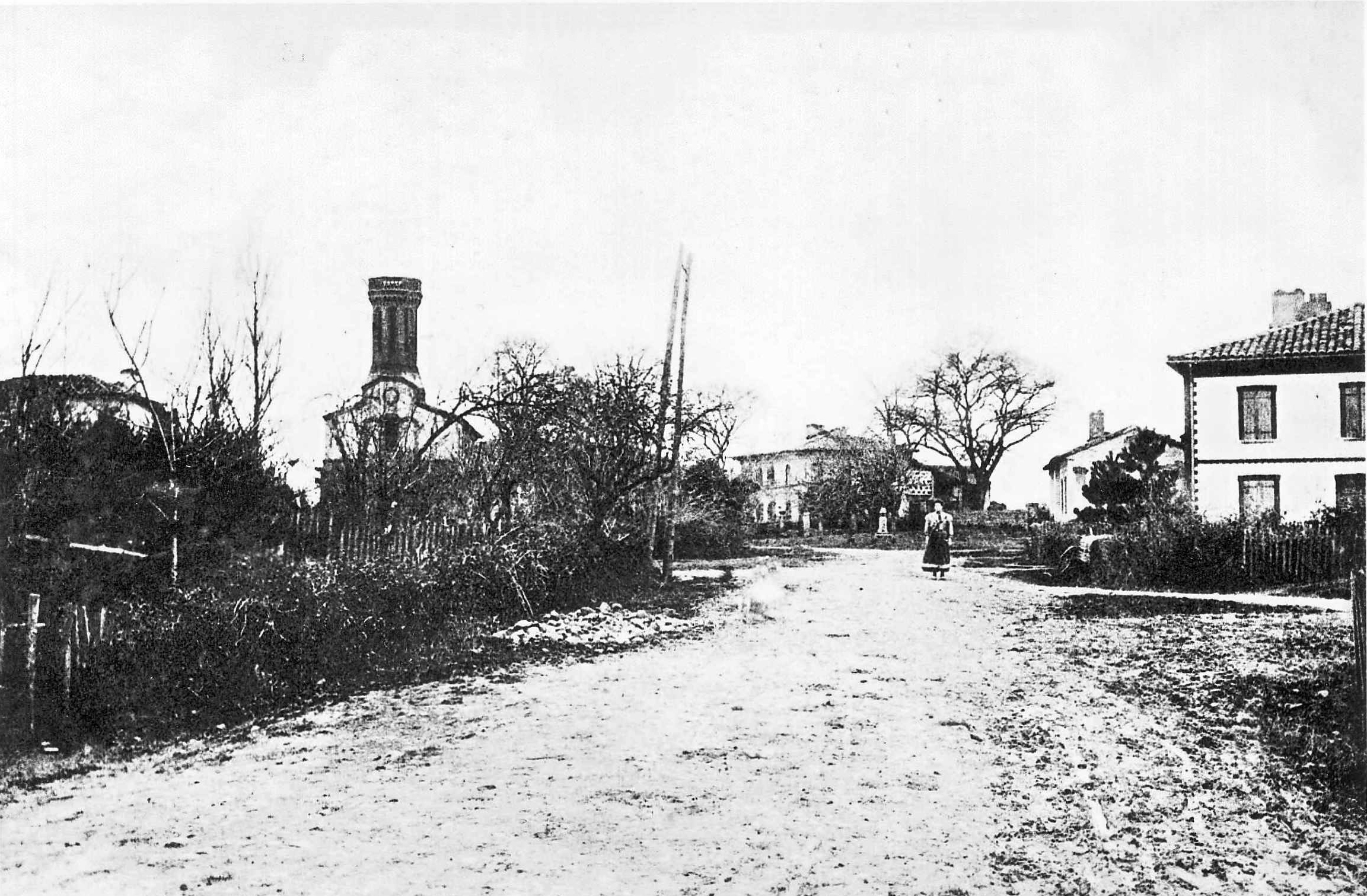
Lautignac en 1919.
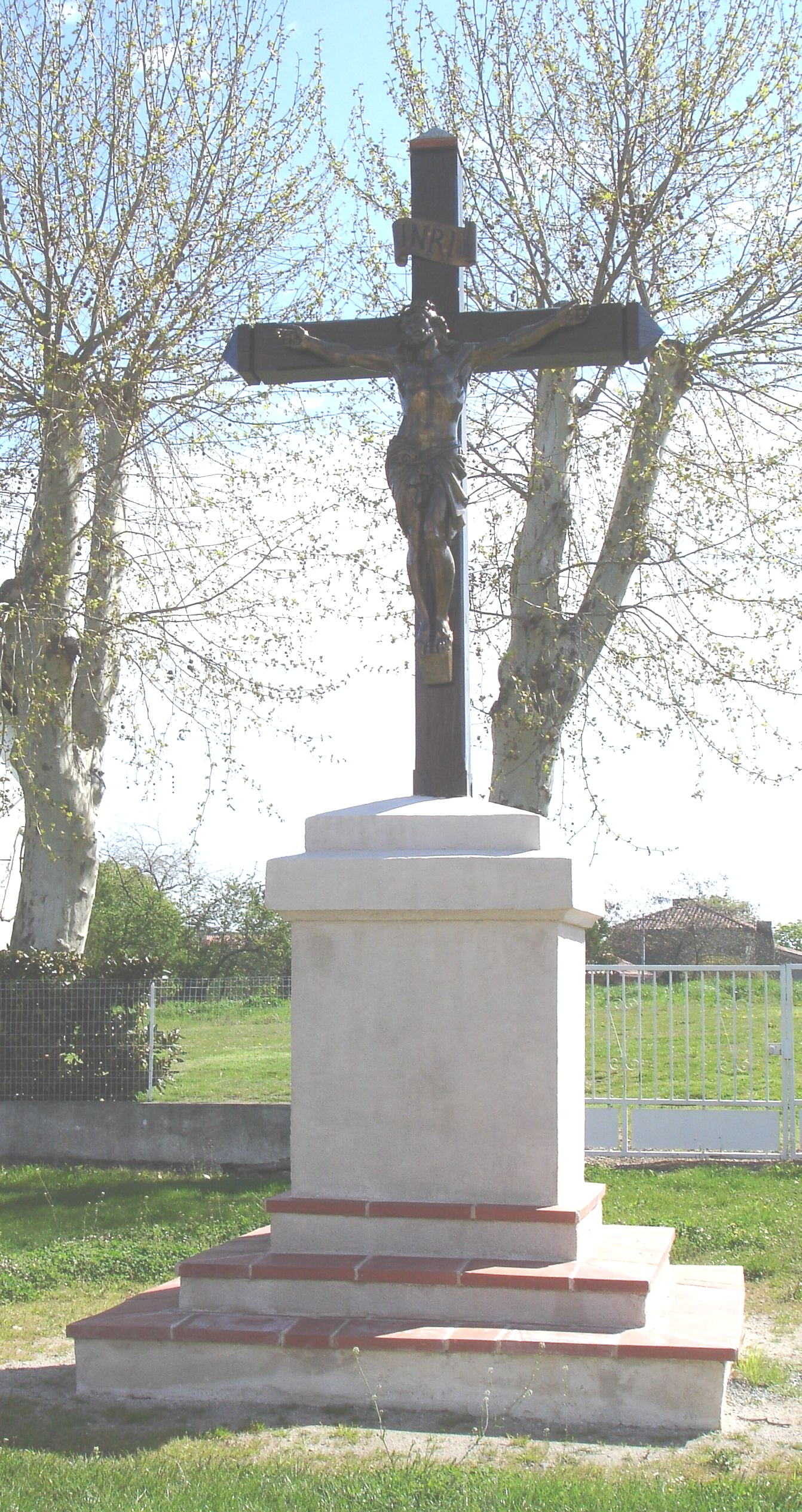
Croix restaurée en 2005.
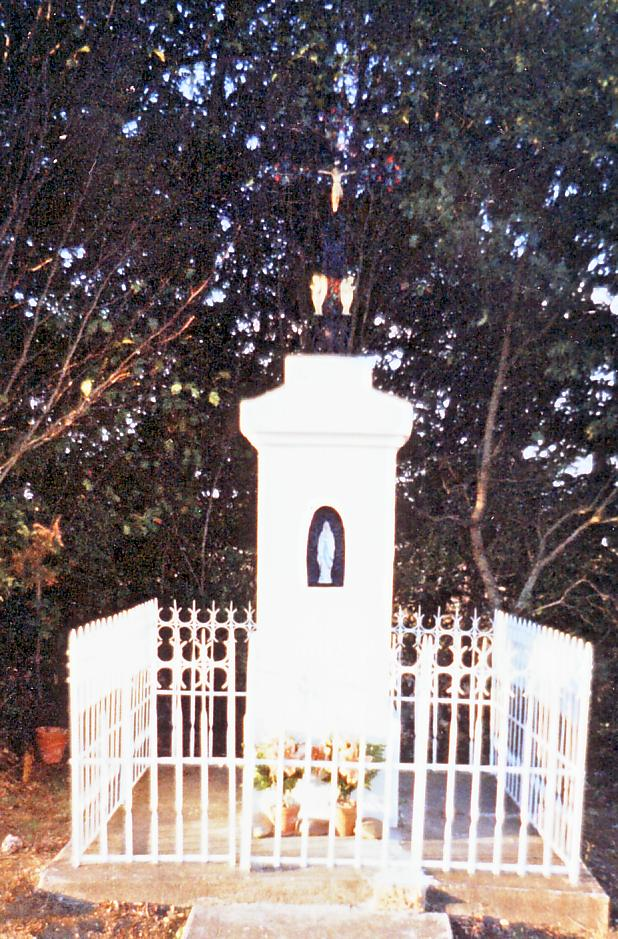
Croix de la Nère.

Les noms des disparus et leurs portraits sont inscrits sur le monument, ce qui est assez exceptionnel pour l'époque car on utilisait en général des photographies.

## Vie pratique

### Service public
Le centre de secours et la gendarmerie les plus proches sont également situés à Rieumes.

### Enseignement
L'école primaire, en regroupement pédagogique dispersé avec Labastide-Clermont, assure le cycle 3. Elle dépend de Rieumes pour l'enseignement secondaire (collège Robert-Roger).

### Activités sportives
Un city stade, un terrain de football, un boulodrome de plein air, randonnée pédestre plus de 300 hectares de forêt avec des sentiers balisés sont à la disposition des sportifs.
La commune est traversée par le GR 86.

## Pour approfondir